# 砥部道路
砥部道路（とべどうろ）は愛媛県松山市森松から同県伊予郡砥部町千足までの国道33号のバイパス路線である。慢性的な渋滞や交通事故を防ぐために整備され2008年（平成20年）4月9日に全通した第3種2級の道路で6.1kmある。

## 概要

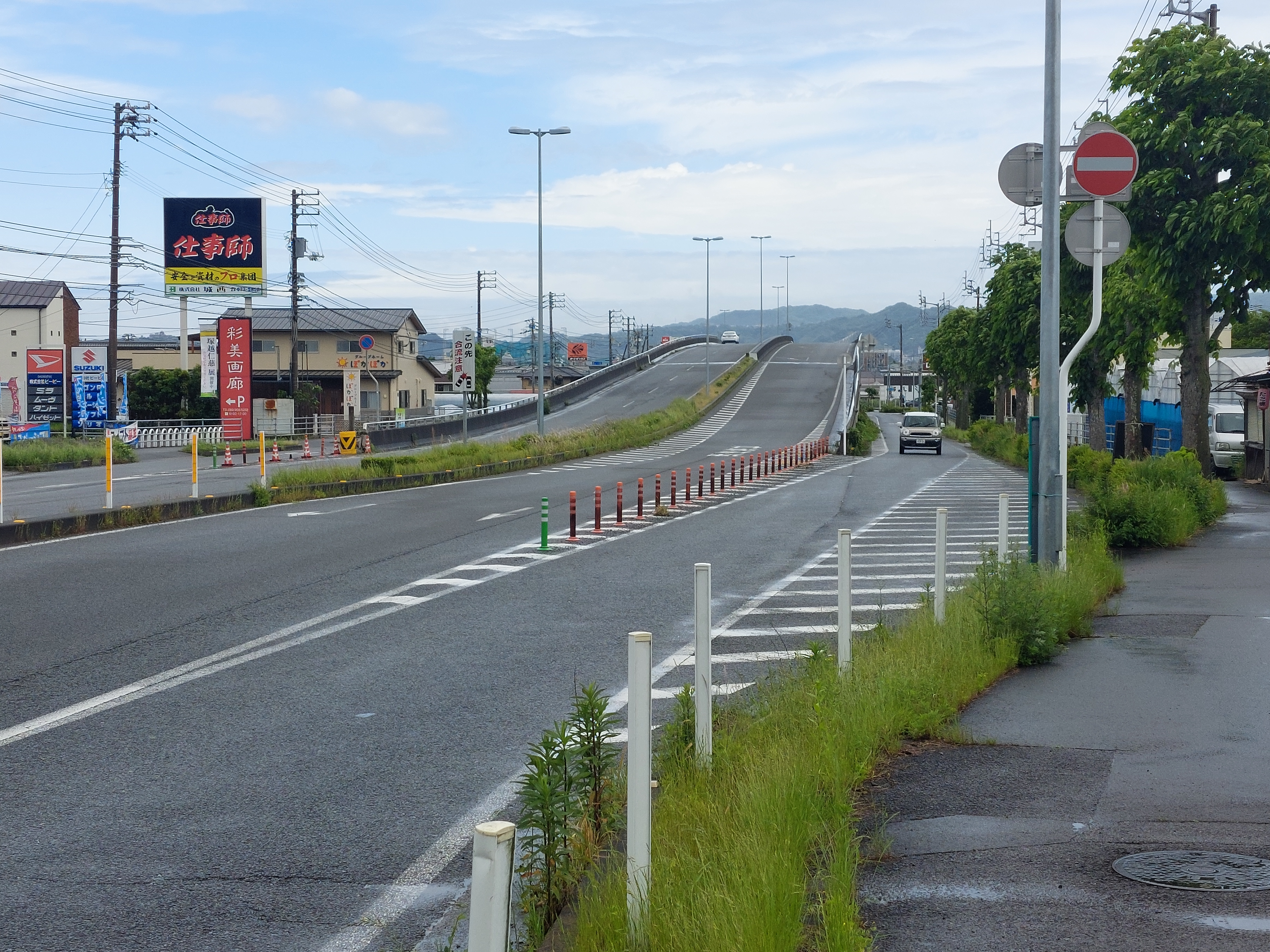
砥部道路（砥部町拾町）

- 起点：伊予郡砥部町千足
- 終点：愛媛県松山市森松
- 延長：6.1km
- 規格：第3種第2級
- 車線数：完成4車線
- 道路幅員：24m
- 車線幅員：3.5m
- 設計速度：60km/h

## 沿革
- 1973年（昭和48年）8月7日  -　都市計画決定
- 1974年（昭和49年） - 用地買収を開始
- 1974年（昭和49年） - 工事着手
- 1982年（昭和57年）3月29日 - バイパス区間暫定供用L=4.2km
- 1994年（平成06年） - 地域高規格道路高知松山自動車道の発表
- 2003年（平成15年） - 地域高規格道路が一般道路でも歩道等で分離する場合は建設可能となる。高知松山自動車道の一部となる。
- 2006年（平成18年） - 松山市森松～砥部町役場付近間供用、拾町交差点立体交差供用
- 2008年（平成20年）4月9日 - 砥部町役場付近～同町千足間供用（これにより全通）

## 高知松山自動車道
松山IC（松山自動車道に接続） - 松山南道路 -　砥部道路 - 三坂道路 - （予定区間） - 越知道路 - （高知方面）